# 斎藤純忠
斎藤 純忠（さいとう じゅんちゅう、1918年（大正7年）8月18日 - 2010年（平成22年）10月21日）は、昭和から平成時代前期の政治家。埼玉県戸田市長。日蓮宗の僧。妙顕寺住職。

## 経歴
埼玉県北足立郡戸田村（戸田町を経て現戸田市）出身。1941年（昭和16年）立正大学文学部卒業。戸田市助役を経て、1974年（昭和49年）以来、戸田市長に6選した。市長在任中は、道路・下水道整備、公共施設建設、埼京線の駅の誘致などに取り組んだ。